# Thomas Belson
O bem-aventurado Thomas Belson (falecido em 5 de julho de 1589) era um leigo inglês católico romano. Ele é um mártir católico, beatificado em 1987. 

## Vida
Belson nasceu em Brill, em Buckinghamshire, embora a data seja incerta. Ele estudou no St. Mary's Hall, Oxford, parte do Oriel College, mas não cursou a faculdade; e depois no seminário católico em Reims. Em 1584, ele retornou à Inglaterra e foi preso na Torre de Londres. Eventualmente, em 1586, ele foi banido.
Em 1589, ele estava em Aston Rowant, Oxfordshire, quando evadiu ser capturado e fugiu para Ixhill Lodge em Oakley, Buckinghamshire, onde se escondeu em um buraco de padre. Depois de alguns dias, foi a Oxford e foi novamente preso, no Catherine Wheel Inn, perto de Balliol College, Oxford. Ele estava com seu confessor George Nicols, Richard Yaxley, um padre, e Humphrey Pritchard, um servo. Eles foram enviados para Londres, de onde, após um exame em Walsingham e repetidas torturas em Bridewell e na Torre, foram enviados de volta a Oxford para serem julgados. 
Belson foi considerado culpado de crime por ajudar os padres e foi executado em Oxford em 5 de julho de 1589.